# Club Esportiu Noia
Pour les articles homonymes, voir Noia (homonymie).
Maillots
Actualités
Le Club Esportiu Noia est un club de rink hockey fondé en 1951 et situé à Sant Sadurní d'Anoia dans l'Alt Penedès en Catalogne. Il évolue actuellement[Quand ?] dans le championnat d'Espagne de rink hockey.

## Présentation
Après cinq années en tant qu'entraineur, Pere Varias quitte son poste à la fin de la saison 2020.